# House of Wax
House of Wax (titulada Los crímenes del museo de cera en España y Terror en el museo de cera en Hispanoamérica) es una película de terror estadounidense del año 1953 dirigida por André de Toth y protagonizada por Vincent Price. Es un remake de la película Mystery of the Wax Museum de 1933.
En 2014, la película fue considerada «cultural, histórica y estéticamente significativa» por la Biblioteca del Congreso de Estados Unidos y seleccionada para su preservación en el National Film Registry.

## Trama
El profesor Henry Jarrod (Vincent Price) es un excéntrico escultor de figuras de cera, las cuales exhibe en su museo. Cuando el crítico de arte Sidney Wallace (Paul Cavanagh) lo visita, queda impresionado con las figuras y dice que cada una valdría 10 000 dólares, en especial María Antonieta, la favorita de Jarrod. Sin embargo Matthew Burke (Roy Roberts), el codicioso socio de Jarrod, trata de persuadir al profesor para quemar el museo y volver a comenzar con los seguros de las esculturas. A pesar de que Henry se opone rotundamente, Burke quema el museo con Henry adentro. Días después, Burke es asesinado en su departamento por un hombre con el rostro desfigurado, quien lo hace parecer como un suicidio.
Cathy Gray (Carolyn Jones), exnovia del reciente asesinado, se prepara para salir con un millonario al que quiere sacarle dinero para pagar la renta de su amiga Sue Allen (Phyllis Kirk), quien saldría a conseguir trabajo. Al volver, Sue le va a pedir dinero a su amiga, pero la descubre muerta. El asesino, que aún estaba en la habitación, persigue a Sue por las calles de la ciudad, pero ella logra escapar. Esa misma noche, el hombre desfigurado roba el cadáver de Cathy que estaba en la morgue.
A la mañana siguiente, Wallace va a ver a Jarrod, porque recibió una carta de él. Al tocar la puerta lo atiende Igor (Charles Bronson), el aprendiz sordomudo de Jarrod, quien lo conduce hasta su maestro que está en silla de ruedas. Jarrod explica que sobrevivió al incendio pero sus extremidades quedaron inútiles para hacer esculturas, y por eso tiene dos discípulos, Igor y Leon (Nedrick Young). Jarrod dice que lo llamó porque quiere abrir otro museo, el cual tendrá una cámara llamada "la cámara de los horrores", que mostrará asesinatos históricos y recientes. Luego lo conduce al sótano, donde le muestra una máquina con la que hace figuras de cera a partir de modelos de yeso. Wallace acepta financiar el museo y tiempo después es inaugurado.
Pasan los días y el museo de cera ya es una gran atracción. Sue va a ver el museo con su amigo Scott (Paul Picerni), un escultor de cera, quien queda maravillado y solicita trabajo a Jarrod. Sue queda sorprendida con la escultura de Juana de Arco quien tiene los mismos rasgos de su amiga Cathy, fallecida recientemente. Jarrod le explica que se basó en fotografías de Cathy para crear la figura, pero aun así la joven no le cree. Sue acude a la policía para contarles sus sospechas, y deciden investigar. Jarrod, por su parte, nota el parecido de Sue con su antigua escultura de María Antonieta. 
Jarrod queda sorprendido con los dotes de escultor de Scott, y lo manda a una florería donde están preparando unos arreglos para el museo. Esa noche, Sue va al museo a buscar a su amigo, pero al entrar no encuentra a nadie. Aprovechando va a ver la escultura de Juana de Arco y descubre que el pelo que tiene es falso, y que el de abajo es rubio, como el de Cathy. Jarrod la sorprende y le pregunta si quiere formar parte del museo como María Antonieta. Ella se niega rotundamente y trata de escapar, pero Jarrod se levanta de la silla de ruedas y la acorrala. Sue lo golpea en el rostro y descubre que es una máscara, revelando así que es el asesino desfigurado. Mientras Jarrod prepara la máquina para cubrir el cuerpo de Sue con cera, su aprendiz Leon confiesa sus crímenes ante la policía. Los policías sorprenden a Jarrod antes de cometer el crimen, quien cae dentro de la máquina de cera hirviendo, y Sue es rescatada.

## Reparto
- Vincent Price - Profesor Henry Jarrod.
- Frank Lovejoy - Teniente Tom Brennan
- Carolyn Jones - Cathy Gray.
- Phyllis Kirk - Sue Allen.
- Paul Picerni - Scott Andrews.
- Roy Roberts - Matthew Burke.
- Angela Clarke - Sra. Andrews.
- Paul Cavanagh - Sidney Wallace.
- Dabbs Greer - Sgt. Jim Shane
- Charles Bronson (acreditado como Charles Buchinsky) - Igor.
- Nedrick Young - Leon.

## Producción
Influenciado por Bwana Devil (1952), la primera película en 3D, el estudio Warner Brothers decidió producir un filme utilizando aquella tecnología. El proyecto consistió en una nueva versión de la película Mystery of the Wax Museum de 1933, el cual estuvo a cargo del director André de Toth. Paradójicamente, De Toth era ciego de un ojo, por lo que no podía experimentar el efecto tridimensional de la película que estaba creando. El 3D de la película estuvo a cargo de la compañía Natural Vision, la misma que trabajó en Bwana Devil. La cinta contó con un presupuesto de 1 millón de dólares.
El rol protagónico de la cinta estuvo a cargo de Vincent Price, quien debía someterse a un proceso de tres horas para ponerse las capas de maquillaje requeridas. Además, dado que el 3D de la película exigía que dos cámaras estuvieran grabando de forma simultánea, Price debió hacer la mayoría de sus escenas peligrosas. En una de aquellas escenas, el actor casi fue aplastado por un balcón de madera que se desplomó al incendiarse.

## Recepción
House of Wax obtuvo en general una respuesta positiva por parte de la crítica cinematográfica. En el sitio web Rotten Tomatoes posee un 94% de comentarios «frescos», basado en un total de 32 críticas. David Parkinson de la revista Empire se refirió a ella como "una película en la que casi todas las tácticas técnicas y dramáticas han sido calculadas lo más cerca de la perfección". Según Steve Biodrowski de Cinefantastique, "Andre De Toth utiliza las tres dimensiones para trasladar a la audiencia dentro de la película, y el escenario del museo de cera es perfecto - casi se puede sentir la atmósfera del lugar, y todas aquellas figuras de cera brillante parecen lo bastante reales como para cobrar vida".

### Festivales
1.ª Semana Internacional del Cine de San Sebastián
| Certamen                  | Resultado |
| ------------------------- | --------- |
| Exhibición no competitiva | Incluida  |